# كلاوديا رودريجيز دي جيفارا
كلاوديا خوانا رودريجيز دي جيفارا (بالإسبانية: Claudia Juana Rodríguez de Guevara)‏ هي سياسية سلفادورية عينت رئيسة وقائمة بأعمال رئيس السلفادور بعد أن منحت الجمعية التشريعية للسلفادور الرئيس نجيب بقيلة إجازة بتاريخ 1 ديسمبر 2023 للتركيز على حملته الانتخابية. وقد ادعى محامون بأن ذلك مخالف لدستور البلد.